# Cistícola pinc-pinc
La cistícola pinc-pinc (Cisticola textrix) és una espècie d'ocell passeriforme de la família Cisticolidae propia de l'Àfrica austral.

## Hàbitat i distribució
L'hàbitat són els herbassars secs i les zones de matolls.
Es troba a Angola, Lesotho, Moçambic, est de Sud-àfrica, Eswatini i Zàmbia.